# Comanchen

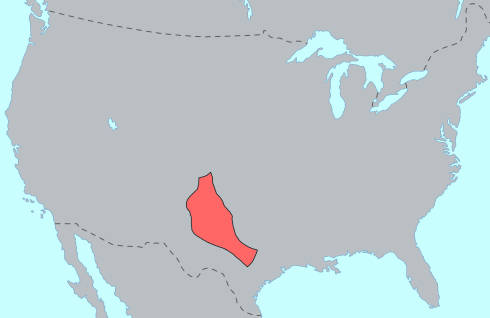
Stammesgebiet der Comanchen, die sog. Comancheria

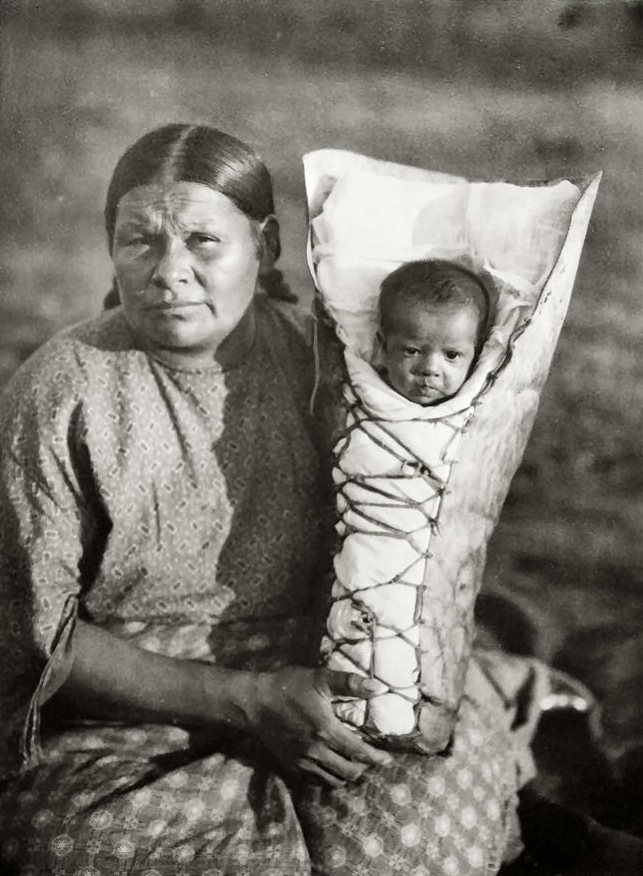
Frau der Comanchen mit Baby, Edward Curtis, 1927

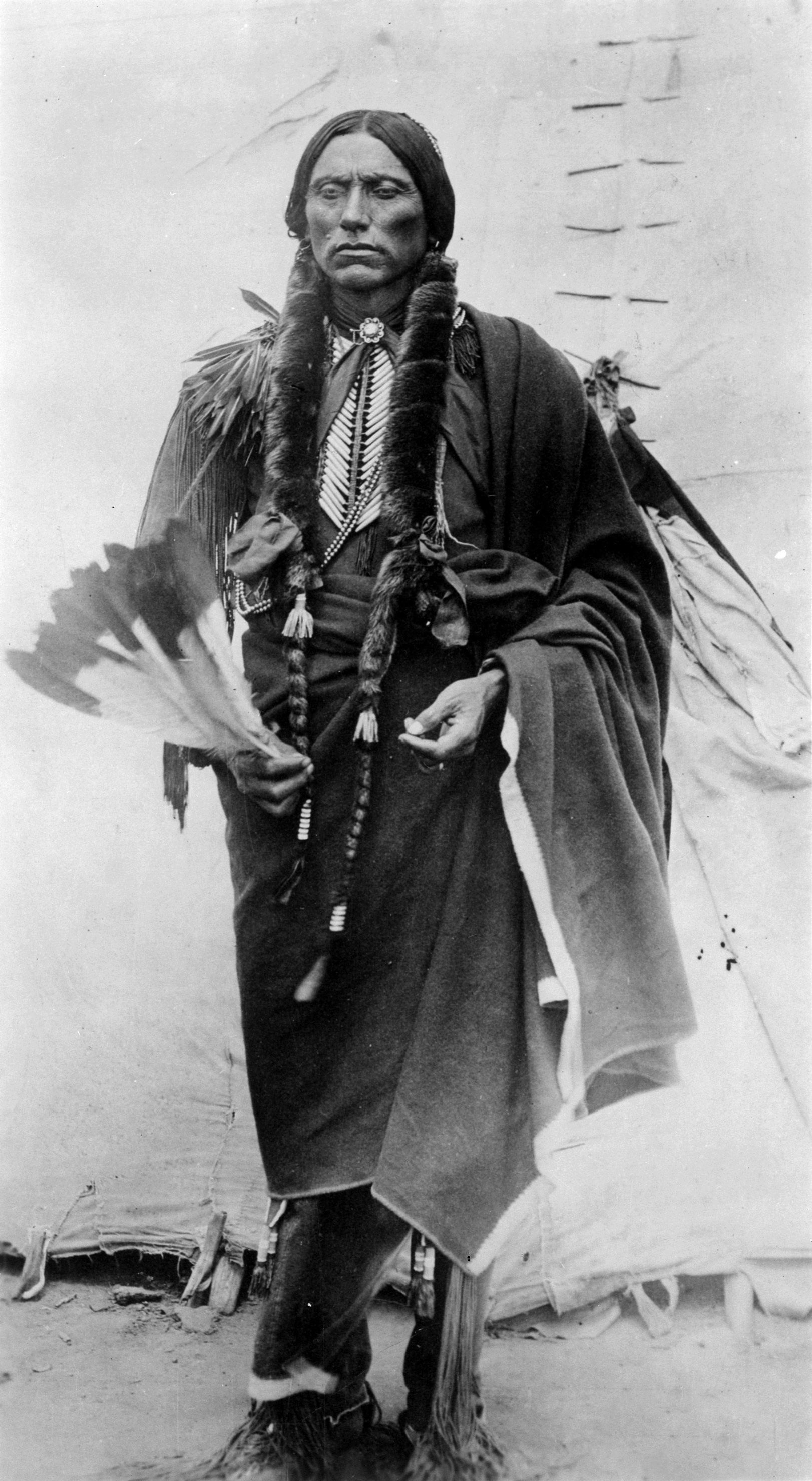
Häuptling Quanah Parker

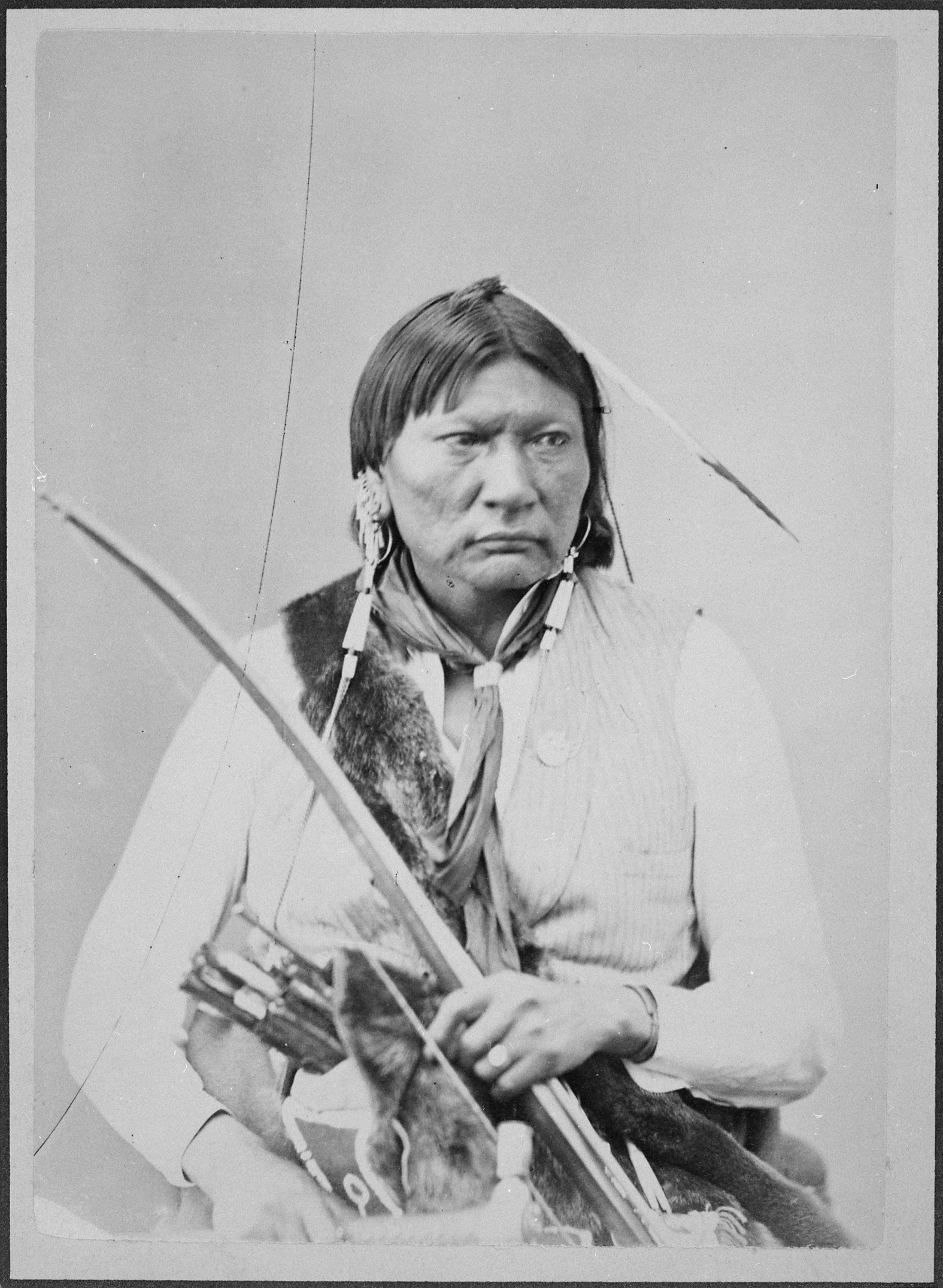
Porträt des Penateka-Comanchen Asa Havi bzw. Milky Way, 1872

Die Comanchen (bevorzugte Schreibweise in ethnologischer Fachliteratur) oder Komantschen (eingedeutschte und vom Duden verwendete Schreibweise, vorwiegend in älterer belletristischer Literatur und gemeinsprachlich verwendet), auch Comanche (englische Vorgabe) sind ein indigenes Volk der Indianer Nordamerikas. Ihre Vorfahren lebten zusammen mit den sprachlich und kulturell verwandten Östlichen Shoshone einst am Oberlauf des Platte River im Osten Wyomings, bevor sie Anfang/Mitte des 17. Jahrhunderts über das Große Becken nach Süden und Südosten auf die Central Great Plains vordrangen. Ab 1750 waren die Comanchen die dominante militärische sowie politische Macht der Südlichen Plains und hatten ein Handelsnetzwerk in den Grenzregionen im Südwesten der Vereinigten Staaten etabliert. Als nomadische Plainsindianer gehörten sie zum Kulturareal der Prärien und Plains, hatten jedoch manche Traditionen der Stämme des Großen Beckens beibehalten.

## Sprache
Ihre Sprache – die Komantschensprache, auch Comanche genannt (Nʉmʉ Tekwapʉ, Aussprache: Nɨmɨ tekʷapɨ ‚Sprache des Volkes‘) – ist eine indigene Sprache Nordamerikas und zählt zusammen mit dem Dialektkontinuum des Shoshoni (Shoshone) und dem Timbisha zu den Zentralen Numic-Sprachen, dem nördlichsten Zweig der uto-aztekischen Sprachfamilie. Ihre Sprache und der Dialekt der Östlichen Shoshoni stehen sich so nahe, dass manche Linguisten das Comanche als weiteren Dialekt des Shoshoni betrachten; jedoch sind beide auf Grund einer Lautverschiebung im Comanche nicht gegenseitig verständlich. Es wird vermutet, dass es mehrere regionale leicht voneinander abweichende Dialekte (oder Subdialekte) gab, die von den jeweiligen Stämmen gesprochen wurden; heute jedoch wird meistens die Variante der Kwaarʉ Nʉʉ (Kwahadi, Quohada) gesprochen.
Einst bildete das Comanche neben dem Spanischen (Yuhu Taibo Tekwapʉ) die Verkehrs- und Handelssprache der Stämme auf den Südlichen Plains und im Südwesten. Heute sprechen die meisten der über 15.000 Comanchen amerikanisches Englisch (Taibo Tekwapʉ) und nur noch etwa 30 ihre eigene Sprache (Stand 2013).

## Namen
Der Name Comanchen ist eine spanische Abwandlung von Kɨmantsi oder Kohmáhts – „Fremde, Feinde, wörtlich: Jene, die immer mich bekämpfen möchten“, der Bezeichnung der Ute für ursprünglich alle feindlichen Stämme (Arapaho, Cheyenne, Kiowa u. a.). Da die ersten Comanchen in Begleitung der damals mit ihnen verbündeten Ute in New Mexico auftauchten, übernahmen die Spanier diese Bezeichnung zuerst als Komántcia und wandelten es später in Comanchen ab. Als jedoch ab 1726 die Ute-Comanche-Allianz zerbrach und die beiden Völker zu erbitterten Feinden wurden, begannen die Ute allein die Comanchen mit diesem Namen zu bezeichnen. In der Gebärdensprache auf den Plains – der sog. Plains Indian Sign Language – waren die Comanchen als Schlangen bekannt, die Comanchen hingegen bezeichneten die Ute und Shoshone als Schlangen.
Die Comanchen waren auf Grund ihres kriegerischen Charakters unter benachbarten Stämmen oftmals einfach als „Feinde“ oder „Schlangen“ (Hinweis auf ihre Shoshone-Abstammung mit der Bedeutung Feind) bekannt.
Die Navajo (Diné) nannten sie Naałání („Viele Feinde“, Sammelbegriff für alle Plains-Stämme, jedoch später speziell für die Comanchen), die Arapaho Coo3o' (engl. Aussprache: Cootho' – „Feinde“), die Kiowa bezeichneten sie als Gyaiko („Feinde“), die Kiowa-Apachen (Plains Apache) und Lipan-Apachen als Idahi („Feinde“), die Mescalero-Apachen und Jicarilla-Apachen als Indá („Feinde“), die Comecrudo als Selakampom (Bezeichnung für alle kriegerischen Stämme, speziell jedoch für Comanchen), die jeweils Caddo-sprachigen Wichita als Nataa, die Waco (Hueco) als Naratah und die Kichai (Kitsai) als Nanita, was alles in etwa „Schlangen, d. h. Feinde“ bedeutet. Die Cheyenne nannten sie Šé'šenovotsétaneo'o („Schlangen-Volk“), die später verbündeten Kiowa Bodalk Inago („Schlangen-Volk“) oder Sanko („Schlangen“), daher im Französischen als Gens du Serpent („Schlangen-Volk“) und (zusammen mit den Shoshone) im Englischen anfangs ebenfalls als Snakes („Schlangen“) bezeichnet.
Wie viele indigene Völker bezeichneten sie sich selbst je nach Dialekt einfach als Nʉmʉnʉʉ, Numunuu, Numinu, Nemene, Nermernuh, Nïmini, Nimma oder Nömöne, was meist als „das Volk“ wiedergegeben wird, wörtlich jedoch „Jene, die umherziehen, sich immer bewegen [um ihren Lebensunterhalt als Sammler und Jäger zu bestreiten]“ (Singular: Nʉmʉ bzw. Nïmi) bedeutet.

## Geschichte während spanischer und mexikanischer Herrschaft

### Verdrängung der Apachen von den Plains
Nach der Übernahme des Pferdes ab etwa 1650 verdrängten die Comanchen zusammen mit den ihnen verwandten Ute sowie mit den Wichita, Caddo, Tonkawa und Hasinai (Stämmen, die unter den Raubzügen der Apachen stark gelitten hatten) die bis dahin dominierenden Apachen aus den Plains. Gegen 1740 hatten die Comanchen die Apachen fast vollständig von den Südlichen Plains verdrängt, und das Gebiet zwischen dem Oberlauf des Arkansas in Oklahoma, dem östlichen Teil des Llano Estacado und bis zum Edwards Plateau in Süd-Texas wurde als Comancheria bekannt.
Vom Erstarken der Comanchen waren besonders die Jicarilla, Mescalero und Lipan betroffen, da jede Bisonjagd auch einen möglichen Konflikt mit den Comanchen bedeutete.
Zudem erhöhte sich die Population der Comanchen in diesen Jahren stark. Dies hatte verschiedene Gründe, wie den unbeschränkten Zugang zu den reichsten Bisonjagdgründen, die Adoption einer beträchtlichen Anzahl gefangener Frauen und Kinder rivalisierender Stämme, den Zustrom von Shoshone und einiger Arapaho sowie den ertragreichen Handel mit den östlichen Pueblo, von denen sie Wassermelonen, Kürbisse, Mais, Bohnen, Wolle sowie später Weizen und metallene Utensilien erhielten. Im späten 18. Jahrhundert bis ca. 1830 zählten die Comanchen ca. 30.000 bis 40.000 Menschen und waren somit das größte Volk auf den Südlichen Plains und im angrenzenden Südwesten.

### Pferde als Schlüsselelement der Hegemonie
Der Besitz von Pferden war das zentrale Element in der Entstehung der Comanchen als eigenständiges Volk und Kultur (es gibt die Vermutung, dass es nicht die Suche nach reicheren Bisonjagdgründen, sondern die Pferde der Siedler von Neu-Spanien waren, die die Comanchen veranlassten, sich von den Shoshone zu lösen).
Mitte des 19. Jahrhunderts versorgten sie französische und amerikanische Händler sowie Siedler und Migranten (auf dem Weg zum kalifornischen Goldrausch) sowie andere indianische Stämme mit Pferden. Viele dieser verkauften Pferde waren gestohlen, da die Comanchen berühmte Pferde- und später Viehdiebe waren. Ihre Opfer waren Spanier, Mexikaner, Amerikaner sowie andere Plains-Stämme.

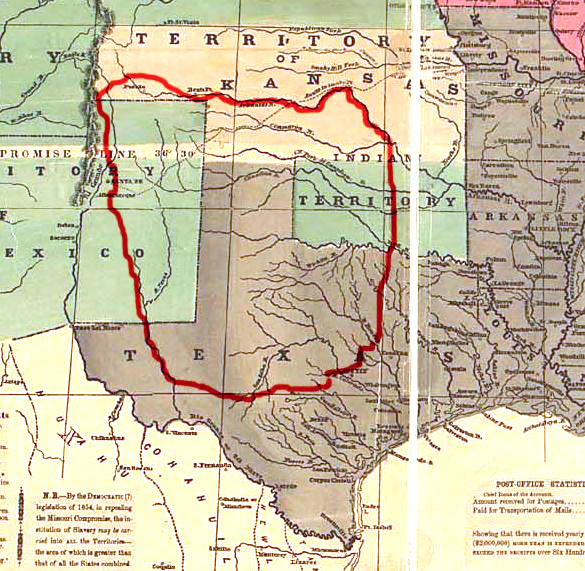
Comancheria um 1850

Zudem hatten die Comanchen Zugang zu großen Mustang-Herden, die ungefähr zwei Millionen Tiere in der Comancheria und den angrenzenden Gebieten zählten. Im späten 18. und frühen 19. Jahrhundert benötigte ihr nomadischer und kriegerischer Lebensstil mindestens ein Pferd pro Person. Bei einer Bevölkerung von mindestens 30.000 besaßen die Comanchen Herden, die diesen Bedarf mehrfach übertrafen. Daher hatten die Comanchen für den Handel immer einen Pferdeüberschuss von ca. 90.000 bis 120.000 Tieren.
Laut übereinstimmenden Augenzeugenberichten von Spaniern, Mexikanern, Amerikanern sowie gefangenen Weißen wirkten die Comanchen, im Gegensatz zu den leichtfüßigen und als besonders ausdauernde Läufer berühmten Apachen, zu Fuß plump und schwerfällig. Saßen sie jedoch erst einmal im Sattel, änderte sich dieser Eindruck sofort – dann boten sie einen eleganten und souveränen Anblick. Die Comanchen wurden bald als die Lords of the Plains bezeichnet und galten allgemein als hervorragende Reiter.

### Bündnis der Spanier mit den Comanchen gegen die Apachen
Das erste spanische Dokument, das von Comanchen berichtet, stammt aus dem Jahr 1706 von dem Unteroffizier Juan de Ulibarrí. Dieser erfuhr von Taos und Apachen von einem kurz bevorstehenden Angriff der Comanchen, den er aber selbst nicht mehr erlebte. Im Jahrzehnt danach ist von ersten Kontakten zwischen Comanchen und Spaniern im Gebiet des heutigen New Mexico auszugehen.
Gegen 1786 wurden die westlichen Comanchen-Stämme vernichtend geschlagen und zeigten sich danach bereit, in ein Bündnis mit den Spaniern gegen die Apachen einzutreten. Dieses Bündnis erforderte, dass die Comanchen erst Frieden mit den Diné, Pueblo, Jicarilla-Apachen sowie mit ihren ehemaligen Verbündeten, den Ute, schlossen. Im Gegenzug wurden ihnen die spanischen Märkte in New Mexico und im nördlichen Mexiko geöffnet, wo sie ihre Handelsgüter wie Bisonfleisch und Felle gegen Waffen, Munition, Mais, Bohnen, Getreide, Kleidung und andere Güter eintauschen konnten. Zudem konnten sie nun auch leichter mit den Pueblo Handel treiben, besonders mit Taos, das bis dahin enge Kontakte mit den Jicarilla gepflegt hatte und sich nach dem Friedensschluss zu einem der wichtigsten Handelsstützpunkte entwickelte.
Einzelne Comanchen-Häuptlinge bekamen Passierscheine, die sie als Freunde der Spanier auswiesen und sie berechtigten, sich frei in den spanischen Ländereien zu bewegen. Zum Vertragsinhalt, der gemeinsame militärische Aktionen gegen die Apachen vorsah, gehörte auch, dass die Comanchen für jeden getöteten Apachen eine Prämie erhielten, für einen getöteten Krieger (ab 14 Jahre) ca. 100 Pesos, für eine Frau 50 Pesos und für ein Kind 25 Pesos (damals entsprach ein Peso in etwa einem Dollar, nach dem Amerikanisch-Mexikanischen Krieg wurden die Prämien für Apachen-Skalps zum Ausgleich der Inflation deutlich erhöht).
Als sich die militärisch und personell schwächeren östlichen Comanchen-Stämme zuerst weigerten, mit den Spaniern in Texas Frieden zu schließen, wurden sie von mehreren westlichen Comanchen teilweise mit Gewalt dazu gedrängt. Die östlichen Comanchen gingen größtenteils dazu über, Apachensklavenjagden zu veranstalten, da im französisch besetzten Louisiana eine Nachfrage nach Apachen als Sklaven bestand. Zudem verlangten die Spanier von den Comanchen, dass diese von sich aus Unternehmungen gegen die Apachen durchführten.
Da den Apachen im Gegenzug der Zugang zu Waffen und Handelsgütern durch die Spanier streng verwehrt blieb, mussten sie sich immer weiter vor den zahlreicheren und besser bewaffneten Comanchen und deren Verbündeten (den Norteños – Wichita, Caddo, Hasinai sowie Tonkawa) von den Südlichen Plains in die Berge zurückziehen und ihre Raubzüge gegen die Spanier und Mexikaner sowie sesshafte, Ackerbau treibende Indianer verstärken, um an dringend benötigte Lebensmittel, Handelsgüter, Pferde sowie Sklaven zu gelangen. Die hierbei erbeuteten Güter reichten die Mescalero- und die südlichen und nördlichen Lipan-Gruppen an die östlichen Gruppen der Lipan weiter, die diese im Austausch gegen Waffen und Munition bei den Biloxi eintauschten, so dass bald auch die Apachen entsprechend bewaffnet waren und ihren indianischen sowie weißen Feinden besser Gegenwehr leisten konnten.
Diese von den Apachen immer brutaler und verzweifelter ausgeführten Raubzüge setzten den Spaniern und den mit ihnen verbündeten Stämmen (Coahuiltec, Jumano und Tobosos im Osten, Sobaipuri, Obere Pima und Opata im Westen) besonders stark zu, so dass die Spanier viele kleinere Stammesgruppen in Missionen ansiedelten und durch Presidios (vergleichbar mit den amerikanischen Forts) vor den Apachen schützen mussten. Die teilweise Vernichtung und Vertreibung einzelner Stämme (sowie die Konzentration von einst nomadisierenden Stammesgruppen in festen Missionssiedlungen durch die Spanier und Mexikaner) durch die nach Süden in die Wüsten und Berge Nordmexikos vor den Comanchen ausweichenden Apachen hatte zur Folge, dass diese die Apacheria nach Süden und Südwesten extrem ausdehnten und somit den weißen und indianischen Siedlungen viel näher (und für diese gefährlicher) waren als je zuvor. Da den Spaniern und Mexikanern stets bewusst war, dass sie nicht zugleich gegen Apachen und Comanchen erfolgreich vorgehen konnten (und sie die Comanchen als Gefahr durchaus fürchteten), versuchten sie, jegliche Anbahnung von friedlichen Beziehungen zwischen beiden Völkern zu verhindern, und verstärkten und erinnerten die Comanchen immer wieder an deren Feindschaft zu den Apachen.
Die Comanchen nannten die Apachen (besonders die Mescalero und Lipan) Esikwita (graue Hintern, graue Scheiße) – dies drückt die Verachtung und den Hass der Comanchen gegenüber den Apachen aus. Die Bezeichnung rührt höchstwahrscheinlich von der Gewohnheit der Lipan her, sich eine graue Paste auf die Haut und in die Haare zu schmieren (die Lipan nannten sich Hle-pai-Nde – ‘Hellgraues Volk’). Allgemein bezeichneten die Comanchen die Apachen wegen ihrer hohen Stiefel, die vorne eine hochstehende Spitze zum Schutz vor Steinen und Dornen hatten, als Tá´-ashi (= "turned up").

### Comanchen-Raubzüge in Mexiko
Da sich die westlichen und östlichen Comanche-Stämme vertraglich nur an den Frieden in New Mexico und Texas gebunden fühlten, sahen sie kein Unrecht darin, wenn sie im nördlichen Mexiko neben Apachen auch Spanier und Mexikaner töteten und beraubten. Besonders die nördlich, am Arkansas River lebenden Yamparika sowie die im Llano Estacado lebenden Kwahadi, die beide niemals einen Vertrag unterschrieben hatten, traten immer wieder tief in Mexiko als Räuber auf.
Hierbei errangen sich die Comanchen den Ruf gefürchteter und grausamer Krieger, und es gelang ihnen, den Vormarsch der Spanier zu stoppen und sie sogar aus ihren Plainsgebieten zu vertreiben. Ihre Raubzüge führten sie bis tief nach Mexiko in die heutigen mexikanischen Bundesstaaten Chihuahua, Durango und Zacatecas. Größtenteils plünderten sie hierbei alles östlich einer Linie am Río Conchos, westlich traten meist Apachen als Räuber auf. Die Raubzüge der Comanchen waren so gewaltig und brutal, dass die Mexikaner den September Comanche Moon nannten, da diese kurz vor Einbruch des Winters besonders aktiv waren. Durch das Trans-Pecos-Gebiet sowie über das Edwards Plateau führte der berühmt-berüchtigte "Comanche Plunder Trail" (auch Great Comanche Trail genannt) und teilte sich dann nochmals in Mexiko in verschiedene Richtungen auf.
Da das Trans-Pecos-Gebiet, die Mapimi (auch als Bolsón de Mapimi bekannt), das nördliche Chihuahua, Coahuila, Tamaulipas sowie das südliche Texas zu den Stammesgebieten der Mescalero und Lipan zählten, war es nicht ohne Gefahr für zurückkehrende Kriegstrupps, diese Gebiete zu durchqueren. Oft nahmen die Apachen den Comanchen die erbeuteten Güter einfach wieder ab, indem sie diese überfielen, beraubten und sich sofort wieder in ihre Bergfestungen zurückzogen.

### Unabhängigkeit Mexikos und Zusammenbruch der Nordgrenze
Nachdem 1820 Mexiko seine Unabhängigkeit von Spanien erlangt hatte, kollabierte zunächst die gesamte Nordgrenze. Die neue Regierung hatte nicht das nötige Geld und Material, auch nicht die nötige Anzahl an Soldaten, um die Presidios entlang der Nordgrenze zu besetzen. Zudem hatten auch die Apachen wieder ihre Raubzüge verstärkt und ausgeweitet. In den 1840er Jahren (besonders im Mexikanisch-Amerikanischen Krieg) waren diese Plünderungen für den Norden Mexikos so gravierend, dass ganze Regionen aufgegeben werden mussten. Tausende Menschen wurden getötet und verschleppt sowie Vieh gestohlen. Niemals waren Kiowa, Comanchen und Apachen so tief nach Mexiko plündernd eingefallen und noch niemals wurde ihnen so wenig Widerstand geleistet.
Bereits in den 1830er Jahren hatten Mexikaner berichtet, dass sich Mescalero (wahrscheinlich Guhlkahéndé) manchmal mit Comanchen und Kiowa zusammenfanden, um in Mexiko gemeinsam Raubzüge zu unternehmen. 1846 vermittelten Kiowa und Gruppen der südlichen Comanchen in einer großen Zusammenkunft einen dauerhaften Frieden zwischen Mescalero und Comanchen. Die Lipan ihrerseits hatten seit 1811 größtenteils friedliche Kontakte zu den Comanchen aufgebaut. Somit konnten die Comanchen ungestört durch die dauernden Überfälle der Mescalero und Lipan auf ihrem berühmt-berüchtigten "Comanche War Trail" nach Süden auf Raub ausziehen und ihre Beute sicher nach Norden heim bringen. Der Friede stellte den Comanchen das enorme, in vielen Raubzügen (Raids) übernommene Wissen der Mescalero über Nordmexiko zur Verfügung und führte so sogar zu gemeinsam unternommenen Raub- und Kriegszügen, wobei die Apachen oft als Scouts dienten.

## Geschichte während texanischer und amerikanischer Herrschaft

### Ambivalentes Verhältnis zu Siedlern und Indianern
Die Comanchen hatten ein zwiespältiges Verhältnis zu den Europäern und Siedlern, die versuchten, ihr Territorium zu kolonisieren. Einerseits waren die Comanchen bei den Siedlern und Militärs als Handelspartner geschätzt, andererseits waren sie wegen ihrer Raubzüge äußerst gefürchtet. Zudem befanden sich die Comanchen fast immer mit den meisten Stämmen der Südlichen Plains im Kriegszustand, was es den Texanern und später den Amerikanern ermöglichte, Bündnisse gegen die Comanchen zu schließen.
Beinahe gelang es Sam Houston, Präsident der neu gegründeten Republik Texas, mit den Comanchen einen dauerhaften Friedensvertrag zu schließen. Der Vertrag sah vor, eine offizielle Linie zwischen Texas (und den weißen Siedlungen) im Osten und Südosten und der Comancheria im Westen und Nordwesten festzulegen. Die Comanchen wollten hierdurch ihre Bisonjagdgründe sichern und jede militärische Konfrontation mit den Texanern vermeiden. Doch dieser mögliche Friedensvertrag scheiterte am texanischen Parlament, da sich die Abgeordneten nicht auf eine offizielle Grenzlinie zwischen Texas und der Comancheria einigen konnten. Zudem hätte man durch diesen Vertrag die Comancheria quasi auf die gleiche Ebene wie die Republik von Texas gehoben, was mit dem Selbstverständnis der Texaner als „zivilisierte“ Menschen gegenüber den Comanchen als „Wilde“ nicht vereinbar war.
Nach den erfolglosen Friedensbemühungen nahmen die Comanchen ihre Raubüberfälle an der texanischen Grenze sowie gegen die texanischen Siedlungen wieder auf, was in Texas zu einer unerbittlichen Haltung gegenüber allen noch in der Republik lebenden Stämmen führte.

### Ewiger Friedensvertrag zwischen Comanchen und Deutschen
Trotz der ständigen Kriege gegen Spanier, Mexikaner sowie Texaner konnten die Comanchen ihre Unabhängigkeit bewahren und sogar ihr Territorium nochmals erweitern. Daher stellten sie eine ernstzunehmende militärische Macht in Texas dar. Zum Schutz speziell der von deutschen Einwanderern in Texas gegründeten Siedlungen schloss daher der Deutsche John O. Meusebach (1812–1897), Generalsekretär des Mainzer Adelsvereins, im März 1847 am Fluss San Saba mit den Comanchen-Führern Santana, Old Owl und Buffalo Hump einen Friedensvertrag. Das Abkommen wurde niemals gebrochen und sein Jahrestag wird deshalb noch heute von den Nachkommen beider Parteien – von deutschstämmigen Siedlern und von Comanchen – gemeinsam in Fredericksburg im Rahmen eines Volksfestes, des Founders' Day, gefeiert.

### Texanisch-Indianischer Krieg
Versuche, die Comanchen in Reservate anzusiedeln, begannen in den späten 1860er Jahren mit dem Vertrag von Medicine Lodge (1867), der ihnen Kirchen, Schulen und Nahrungsmittelversorgung versprach, wenn diese im Gegenzug ein großes Stück Land aufgaben (über 160.000 Quadratmeilen). Zudem versprach die Regierung, die Bisonjäger zu stoppen, die unablässig die großen Herden auf den Plains abschlachteten, um die Nahrungsgrundlage der Stämme zu vernichten und diese wehrlos zu machen. Hierfür sollten die Comanchen, zusammen mit den Kiowa-Apachen, Kiowa, Cheyenne und Arapaho, auf eine weniger als 13.000 Quadratmeilen große Reservation ziehen.
Trotz ihres Versprechens verhinderte die Regierung die weitere Abschlachtung der Bisonherden nicht, was die Comanchen unter Anführung des Medizinmanns Isa-tai („Weißer Adler“) 1874 dazu provozierte, eine Gruppe von Bisonjägern im Texas Panhandle anzugreifen (sogenannte zweite Schlacht von Adobe Walls). Der Angriff war eine Katastrophe für die Comanchen und deren Verbündete, zudem wurde die Armee gerufen, um die verbliebenen Comanchen auf die Reservation zu bringen. Innerhalb von nur zehn Jahren waren die Bisons fast ausgelöscht, die Mustangs zudem von der Armee zu Tausenden abgeschossen. Somit war die Lebensweise der Plains-Stämme als nomadisierende Jäger und Krieger endgültig beendet. 1875 ergab sich die letzte freie Gruppe der Comanchen unter Führung von Quanah Parker, die Quahadi vom Llano Estacado, und zog zur Fort Sill Reservation in Oklahoma.
Des Reservatslebens überdrüssig und unglücklich, verließen 170 Krieger mit ihren Familien unter Führung von Black Horse die Reservation. Sie zogen sich auf den Llano Estacado zurück und attackierten hierbei Camps der ihnen verhassten Bisonjäger. Dies führte zum sogenannten Buffalo Hunters' War von 1877. Bei den Attacken töteten und verwundeten die Comanchen einige Jäger und stahlen Pferde. Die Jäger verfolgten die Comanchen und überfielen diese im Yellow House Canyon, Lubbock in Texas, wurden aber von den Comanchen zurückgeschlagen. Unter den Jägern waren vier Verwundete und ein tödlich Verletzter, die Indianer hatten 35 Tote sowie 22 Verwundete zu beklagen. Die Comanchen konnten zusammen mit dem verwundeten ehemaligen weißen Gefangenen der Apachen Herman Lehmann entkommen. Lehmann wurde „Montechena“ genannt und war Krieger und Häuptling der Comanchen. Dies war einer der letzten größeren bewaffneten Konflikte mit Comanche-Kriegern.
Kurz nach der Einweisung in das Reservat übernahmen die Comanchen und Kiowa ein neues Ritual von den Lipan-Apache, das als Beginn der Native American Church gesehen wird: Nachts wurde in einem Zelt ein zentrales Feuer entfacht und ein niedriger, mondsichelförmiger Erdaltar errichtet, auf dem ein Peyote-Kaktus deponiert wurde. Im Laufe des Rituals wurde gemeinsam geraucht, gebetet und mit Trommelbegleitung gesungen, bevor der halluzinogene Kaktus (oftmals allerdings nur symbolisch) verzehrt wurde. Sinn des Rituals war die Krankenheilung und die Erlangung spiritueller Kräfte.

### Letzte freie Jahre
Nachdem Victorio, Häuptling der Chihenne, einer östlichen Gruppe der Chiricahua-Apachen und oftmals Verbündete der Mescalero, aus der Reservation ausgebrochen war, schlossen sich diesem 80 Krieger der Mescalero sowie einige Lipan und versprengte Comanchen an und bekriegten gemeinsam Mexikaner und US-Amerikaner in Nordmexiko und Texas.
Letzte freie Comanche-Gruppen schlossen sich den Mescalero und Lipan in ihren Bergfestungen in Coahuila und Chihuahua an und verübten 1881 den letzten gemeldeten Indianerüberfall in Texas. 1883 unternahmen verzweifelte Gruppen von Mescalero, Lipan und ein paar Comanchen entlang des Rio Penasco und Rio Pecos letzte Überfälle.

## Demographie
Anfang 1700 schätzte man die Comanchen auf ca. 6.000 bis 8.000 Menschen. Nachdem die Comanchen zwischen 1720 und 1740 die Östlichen Apache-Stämme der Jicarilla Apache, Mescalero Apache und Lipan Apache größtenteils von den zentralen und südlichen Plains verdrängt hatten, übernahmen sie nicht nur deren einstige Stellung als militärisch und politisch dominante Macht auf den Plains, sondern auch deren Handelsnetzwerke zu den Pueblo-Völkern und spanischen Siedlungen in New Mexico und Texas. Die Comanchen erfuhren nun in den nächsten Jahrzehnten ein stetiges Bevölkerungswachstum. Einerseits verfügten sie nun über eine bessere und sicherere Nahrungsmittelversorgung durch die Bisonjagd sowie den Tausch/Handel (Pemmikan, Bisonfleisch- und häute, Lederwaren und Sklaven) mit benachbarten Stämmen und spanischen Siedlungen (Mais, Kürbisse, Wassermelonen, Weizen, Bohnen etc.), andererseits erlebten die einzelnen Stämme und Siedlungen eine bis dahin unbekannte militärische und politische Sicherheit; da deren Krieger – durch Vermittlung der Wichita – mittels französischer Waffen und der geraubten (und bald selbst gezüchteten) Pferde erfolgreich ihre Stammesgebiete und Macht verteidigen konnten.
Neben furchtlosen Kriegern waren die Comanchen vielleicht noch größere Diplomaten, da es ihnen stets gelang, mächtige Allianzen mit indianischen Stämmen und später spanischen (mexikanischen) Siedlungen zu schließen. Zu ihren indianischen Verbündeten zählten zuerst die Ute (bis 1726), Tonkawa (bis 1750), Wichita, Caddo sowie Hasinai und später ihre einstigen Feinde – die Kiowa und Kiowa Apache (Plains Apache) (ab 1790) sowie die Southern Cheyenne und Southern Arapaho (ab 1840). Ab 1786 hatten die Westlichen Comanchen in New Mexico und die Östlichen Comanchen in Texas jeweils eine Anti-Apache-Allianz mit den Spaniern und deren verbündeten Stämmen geschlossen. Durch diese dauerhafte Allianz in New Mexico (in Texas währte sie nur einige Jahre) bekamen die Comanchen vertraglich zugesicherte Handels- und Absatzmärkte in New Mexico, Kriegszüge gegen Apache wurden seitens der Spanier militärisch unterstützt oder durch Zahlungen für Apache-Skalps oder Apache-Ohren angeregt. Einerseits verkauften die Bands gestohlene Pferde sowie indianische (später auch weiße) Gefangene in New Mexico, Texas und Louisiana, andererseits konnten sie durch die Integration geraubter indianischer und weißer Kinder und Frauen ihre Verluste ausgleichen sowie die Bands sogar vergrößern.
1750 schätzte man sie bereits auf 15.000 Stammesmitglieder, und 1780 hatten sie mit einer Bevölkerung von ca. 40.000 bis 45.000 den Höhepunkt ihrer Macht erreicht; sie waren hierdurch bei weitem der größte Stamm auf den südlichen Plains. Durch mehrere schwere Pocken-Epidemien (1780–1781, 1816–1817) wurde ihre Bevölkerung auf 20.000 und somit um fast die Hälfte dezimiert. Der Durchzug von Glückssuchern während des Kalifornischen Goldrausches (1848–1854) durch Teile der Comancheria brachte erneut die Pocken (1848) sowie einen ebenfalls verheerenden Ausbruch der Cholera (1849) auf die Südlichen Plains, welchem besonders viele Comanchen und Kiowa zum Opfer fielen. Wurden 1849 die Comanchen durch die US-Regierung noch auf ca. 20.000 Stammesmitglieder geschätzt, schätzte man im Jahr 1851, dass nur noch ca. 12.000 (manchmal auch nur 10.000) überlebt hatten. Während die Comanchen sich nie mehr von den schweren Verlusten erholen konnten, wuchs hingegen die konkurrierende und ihnen feindlich gesinnte weiße Bevölkerung in Texas von 140.000 in 1847 auf bis zu 600.000 in den 1860er Jahren an. Durch die Rückkehr der Pocken aus New Mexico auf die Südlichen Plains im Jahr 1862 sowie der Cholera 1867, den eskalierenden Konflikt mit der Armee und den Siedlern sowie die Vernichtung der Bisons und die hieraus resultierenden Hungersnöte mussten die Comanchen immer größere Verluste an Menschenleben hinnehmen; diese Verluste nahmen seit den 1870er Jahren rapide zu. 1866 schätzte man die Bevölkerung der Comanchen auf ca. 4.700, im Jahr 1884 gab es nur noch 1.382. 1910 lebten nur noch 1.171.
Heute gibt es wieder über 14.000 Comanchen Laut Homepage der Comanche Nation umfasst diese heute sogar 15.191 Stammesmitglieder, von denen ca. 7.763 im Lawton-Fort-Sill-Gebiet sowie in angrenzenden Bezirken im Südwesten von Oklahoma leben.

## Gesellschaft und interne Struktur

### Sozio-Politische Organisation
Die soziale und politische Interaktion und Organisation der Comanchen bestand aus vier verschiedenen Graden von Integration von Gruppen und deren Abgrenzung und Identität nach außen. Diese waren wiederum durch Medizin-Gesellschaften (Mitglieder dieser Gesellschaften besaßen eine einzige besondere Kraft, Puha genannt, die sich nur ihnen offenbarte), Kriegs-Gesellschaften (diese organisierten die Kriegs- und Raubzüge, die Verteidigung des Lagers sowie die Jagd), durch Handel (unter den verschiedenen Gruppen sowie mit benachbarten Völkern) sowie durch eine gegenüber benachbarten Stämmen (und später Europäern) gemeinsam betriebene Außenpolitik miteinander verbunden.
Die Comanchen unterteilten sich in vier sozial-politische Einheiten:
- die kleinste war die patrilineare und patrilokale Kernfamilie (engl. nuclear family), d. h. das Nanakwʉhʉ (Ehepaar) zog zur Familie des Mannes.
- mehrere verwandte Familien bildeten eine Nʉmʉnahkana, Numanahkahni oder Nemenakane („Menschen, die gemeinsam in einem Nʉmʉkahni (Tipi/Haushalt) leben“) oder Großfamilie (engl. extended family)
- eine oder mehrere Numunahkahni / Nemenakane bildeten eine Lokalgruppe (engl. local [residential] band/group oder span. rancheria, deutsch auch Horde), deren Mitglieder daher meistens miteinander verwandt waren; diese verfügten zudem über gemeinsame Gebiete und deren Ressourcen
- mehrere Lokalgruppen bildeten wiederum eine Band (engl. band, span. tribú), die sich auf Grund von Verwandtschaft, gemeinsamem Territorium, Dialekt und kulturellen Eigenheiten als Einheit begriff. Die von Amerikanern meist als Division oder Stamm (engl. tribe) und von Spaniern / Mexikanern als Nación oder Rama („Zweig“) bezeichneten Gruppierungen waren meist ein regionaler sowie kultureller Sammelbegriff für größere und mächtigere Bands, die durch Kriegs- und Medizin-Gesellschaften untereinander verbunden waren, eine gemeinsame politische sowie kulturelle Identität entwickelt hatten und (meist) aus verwandten Lokalgruppen oder gar Bands bestanden; gegenüber Außenstehenden verfolgten sie meist zusammen gemeinsame Interessen in der Jagd, dem Sammeln, im Krieg und im Frieden sowie im Handel und fanden sich zu Stammeszusammenkünften zusammen.[12]

Im Gegensatz zu den Cheyenne und Arapaho auf den Central Great Plains entwickelten jedoch die Comanchen nie eine politische Idee von einer Nation oder einem Stamm. Sie erkannten sich zwar anhand von Sprache und Kultur gegenseitig als Nʉmʉnʉ / Nemene an (und führten fast nie Krieg untereinander), dies bedeutete aber nicht, dass die Kwaarʉ Nʉʉ (Kwahadi/Quohada) gegenüber den Siedlungen in New Mexico die gleiche Politik verfolgten wie die Kʉhtsʉtʉhka (Kotsoteka). Dies konnte später, als die Comanchen-Gesellschaft vor der Zerschlagung stand, sogar dazu führen, dass sich die einst geachteten und gefürchteten Penatʉka Nʉʉ (Penateka) als Scouts den Amerikanern und Texanern gegen noch freie Comanchen zur Verfügung stellten.

### Historische Gruppierungen und deren Namen

#### Drei Naciones
Bis etwa 1750 unterschieden die Spanier drei große regionale Gruppierungen (Verbände) von Stämmen und Bands, die sie als Nación oder Rama bezeichneten – die Hʉpenʉʉ (Jupe, Hoipi), Yaparʉhka (Yamparika) und Kʉhtsʉtʉhka (Kotsoteka) auf den Central Plains zwischen dem Platte River und dem Arkansas River.
Diese drei Gruppierungen hatten auf Grund teilweise unterschiedlicher Dialekte, verschiedener Stammesgebiete und der hierauf basierenden Lebens- sowie Ernährungsweise jeweils eine voneinander separate und eigene Identität entwickelt. Als ab etwa 1740 immer mehr Lokalgruppen und Bands den Arkansas River überquerten und nach Süden und Südosten auf die offenen flachen Südlichen Plains und die Randgebiete des Llano Estacado (Staked Plains) zogen, begannen diese, sich auf Grund der hier vorkommenden riesigen Bisonherden als Kʉhtsʉtʉhka (Kotsoteka) („Büffelesser“) zu bezeichnen. Die Bands hingegen, die bis 1780 auf den Central Plains nördlich des Arkansas River lebten, bewohnten somit ein waldreicheres Gebiet als die südlich gezogenen Bands und nannten sich daher auch Hʉpenʉʉ (Jupe, Hoipi) („Waldholz-Volk“ oder „Wald-Volk“). Die nördlichsten Bands behielten viele kulturelle Eigenheiten der Völker des Great Basin bei, da sie sich als letzte von den Shoshone gelöst hatten und auf die Plains gezogen waren. Sie sprachen einen stark abweichenden Dialekt (der dem Östlichen Shoshoni-Dialekt am nächsten stand) und entwickelten daher eine von anderen Comanchen separate und gemeinsame Identität als Yaparʉhka (Yamparika) („(Yap) Kümmelwurzelesser“).

#### Cuchanec Orientales und Occidentales (Östliche und Westliche Comanche)
Nachdem die Mescalero-Apache, Jicarilla-Apache und Lipan-Apache größtenteils von den Südlichen Plains verdrängt wurden und in deren Randgebiete und die angrenzenden Rocky Mountains flüchten mussten, begannen die Spanier die nun dominierenden Comanchen in zwei geographische Gruppierungen einzuteilen, die nur teilweise den vormaligen drei Naciónes entsprachen.
Die nach Südosten auf die Südlichen Plains in Texas gezogenen Bands der Kʉhtsʉtʉhka (Kotsoteka) wurden ab ca. 1780 als Cuchanec Orientales („Östliche Cuchanec/Kotsoteka“) oder Östliche Comanche bezeichnet, die im Nordwesten und Westen zurückgebliebenen Kʉhtsʉtʉhka (Kotsoteka) – zusammen mit den zwischenzeitlich südwärts bis zum North Canadian River gezogenen Hʉpenʉʉ (Jupe, Hoipi) (und manchmal den Yaparʉhka (Yamparika)) – wurden hingegen als Cuchanec Occidentales („Westliche Cuchanec/Kotsoteka“) oder Westliche Comanche bezeichnet.
Die Cuchanec Orientales (Östliche Comanche) lebten vom Edwards Plateau im Süden nordwärts bis zum Oberlauf des Brazos River und des Colorado River in den Plains von Texas sowie ostwärts bis zu den Western Cross Timbers in Zentral-Texas. Die Cuchanec Occidentales (Westliche Comanche) lebten entlang der Oberläufe des Arkansas River, Canadian River und Red River im Osten Colorados, im Oklahoma und Texas Panhandle sowie im Llano Estacado im Nordosten und Osten New Mexicos.

#### Northern, Middle, Southern und Western Comanche
Im Laufe des 19. Jahrhunderts wurde nicht mehr zwischen Westliche Comanche und Östliche Comanche unterschieden; die Hʉpenʉʉ (Jupe, Hoipi) wurden in historischen Aufzeichnungen nicht mehr erwähnt, vermutlich verschmolzen sie mit anderen Bands, als sie nach Süden zogen – möglicherweise sind sie die Vorfahren der nun auftauchenden mächtigen Nokoni Nʉʉ (Nokoni), der Kwaarʉ Nʉʉ (Kwahadi, Quohada) sowie der Hʉpenʉʉ (Hois)-Lokalgruppe der Penatʉka Nʉʉ (Penateka). Durch das Vordringen der verbündeten Kiowa und Kiowa-Apache (Plains-Apache) in die nördliche Comancheria zogen manche Lokalgruppen und Bands der Yaparʉhka (Yamparika) ebenfalls nach Südosten und schlossen sich den dortigen Östlichen Comanche an und wurden als Tahnahwah (Tenawa, Tenahwit) bekannt. Die Macht sowie der Erfolg der Comanchen zog auch Bands benachbarter Völker an, die sich diesen anschlossen und Teil der Comanchen-Gesellschaft wurden; eine Gruppe der Arapaho wurde als Saria Tʉhka (Chariticas, Sata Teichas)-Band bekannt, eine Gruppe der Shoshone als Pohoi (Pohoee)-Band. Neben den Nokoni Nʉʉ (Nokoni) traten nun die Kwaarʉ Nʉʉ (Kwahadi, Quohada) als neue mächtige Band in Erscheinung, ursprünglich einige Lokalgruppen der Kʉhtsʉtʉhka (Kotsoteka) aus dem Cimarron River Valley sowie Nachkommen einiger Hʉpenʉʉ (Jupe, Hoipi), die beide südwärts gezogen waren.
Die Texaner und Amerikaner unterteilten die Comanchen in fünf große dominante Bands – den Yaparʉhka (Yamparika), Kʉhtsʉtʉhka (Kotsoteka), Nokoni Nʉʉ (Nokoni), Penatʉka Nʉʉ (Penateka) und Kwaarʉ Nʉʉ (Kwahadi, Quohada), die sie wiederum in zuerst drei (später vier) regionale Gruppierungen unterteilten.
Die nördlichste Band waren die zahlreiche Lokalgruppen umfassenden Yaparʉhka (Yamparika) zwischen dem Arkansas River und dem Canadian River, südlich von ihnen lebten die prominenten und mächtigen Kʉhtsʉtʉhka (Kotsoteka), deren Lokalgruppen auf den High Plains des Oklahoma und Texas Panhandles zwischen Red und Canadian River im bisonreichen Red River Valley streiften, der berühmte Palo Duro Canyon bot ihnen und ihren Pferdeherden Schutz vor starken Winterstürmen sowie vor Feinden, war reich an Wasser, Wild, essbaren Pflanzen, Wald sowie Rohstoffen zur Herstellung von Waffen und Werkzeugen. Da beide Bands ihre Streifgebiete im nördlichsten Teil der Comancheria hatten, wurden sie als Northern Comanche („Nördliche Comanche“) bezeichnet.
Die aggressiven  Nokoni Nʉʉ (Nokoni) („Wanderer“, „Jene, die umkehren“) waren bekannt für ihre immerwährenden Wanderungen auf den Südlichen Plains von Texas zwischen dem Oberlauf des Red River und dem Colorado River im Süden und den Western Cross Timbers im Osten, ihre bevorzugten Streifgebiete befanden sich am Oberlauf des Brazos River und dessen Nebenflüssen (Main, Double Mountain, Clear Fork, Salt Fork, Middle), und Schutz vor Stürmen und Feinden fanden sie im Gebiet des Pease River. Mit ihnen teilten sich meist die gleichen Stammesgebiete zwei kleinere Bands – die Tahnahwah (Tenawa, Tenahwit) („Die Flussabwärts lebenden“) und Tanimʉʉ (Tanima, Dahaʉi, Tevawish) („Leberesser“) –, alle drei Bands zusammen waren als Middle Comanche („Mittlere oder Zentrale Comanche“) bekannt, da sie „inmitten“ der Comancheria lebten.
Die südlichste, größte und bei den Weißen bekannteste Band waren die Penatʉka Nʉʉ (Penateka) („Honigesser“), da sie in der Nähe der ersten spanischen und texanischen Siedlungen lebten; ihre oftmals wald- und wasserreichen Stammesgebiete reichten von den Oberläufen der Flüsse in Zentral-Texas und des Colorado Rivers südwärts einschließlich großer Teile des Edwards Plateaus und ostwärts bis zu den Western Cross Timbers; auf Grund ihrer Stammesgebiete wurden sie daher Southern Comanche („Südliche Comanche“) genannt.
Wie bereits erwähnt, entstanden als letzte eigenständige und große Band im 19. Jahrhundert die Kwaarʉ Nʉʉ (Kwahadi, Quohada) („Antilopenesser“), die auf den heißen, schattenarmen wüsten Hochebenen des Llano Estacado im Osten New Mexicos lebten und im Tule Canyon und Palo Duro Canyon im Nordosten Texas Schutz fanden. Sie waren die einzige Band, die nie einen Vertrag mit den Texanern oder Amerikanern schloss, und sie waren die letzten, die den Widerstand aufgaben. Auf Grund ihrer relativen Isolation von den anderen Bands am westlichsten Rand der Comancheria wurden sie als Western Comanche („Westliche Comanche“) bezeichnet.

### Bands und Lokalgruppen der Comanchen (Numunuu)
- Hʉpenʉʉ oder Jupe, Hoipi („Waldholz-Volk“ oder „Wald-Volk“, im Spanischen als Hoipi oder Hupe, im Englischen als Jupe schriftlich wiedergegeben, weitere Varianten: Hupene, Yupini; eine der drei von den Spaniern im 18. Jahrhundert genannten Naciónes (regionalen Verbänden mehrerer Bands und Lokalgruppen), Anfang des 19. Jahrhunderts nicht mehr erwähnt, verschmolzen vermutlich mit anderen Bands, als sie nach Süden zogen – möglicherweise sind sie die Vorfahren der nun auftauchenden mächtigen Nokoni Nʉʉ (Nokoni), der Kwaarʉ Nʉʉ (Kwahadi, Quohada) sowie der namensgleichen Hʉpenʉʉ (Hois)-Lokalgruppe der Penatʉka Nʉʉ (Penateka) Band)[13][14]
- Yaparʉhka oder Yamparika (Yapai Nʉʉ – „(Yap)Kümmelwurzelesser“, da sie die der Pastinake ähnliche essbare Yampa-Wurzel (Perideridia gairdneri) nutzten, früher auch Widyʉ Nʉʉ, Widyʉ oder Widyʉ Yapa – „Volk der Ahle“, später als Tʉtsahkʉnanʉʉ oder Ditsahkanah – „nähendes Volk“ bezeichnet); eine der drei von den Spaniern im 18. Jahrhundert genannten Naciónes, Anfang des 19. Jhd. schlossen sich mehrere Yaparʉhka-Lokalgruppen den bereits vorher nach Südosten auf die Südlichen Plains von Texas gezogenen Kʉhtsʉtʉhka-Lokalgruppen oder Östlichen Comanche an und wurden nun als eine neue Band namens Tahnahwah (Tenawa, Tenawhit bekannt)[15]
  - Ketahtoh Tʉ / Ketatore Lokalgruppe („Jene, die keine Schuhe tragen“, auch bekannt als Napwat Tʉ – „Keine Schuhe tragend“)
  - Motso Tʉ Lokalgruppe (abgel. von motso – „Bart“, daher wahrscheinliche Bedeutung „die Bärtigen“; nicht mit der Mʉtsahne/Motsai-Band zu verwechseln)
  - Pibianigwai Lokalgruppe („Jene, die laut sprechen“, „Jene, die laut fragen“, nimmt vielleicht Bezug auf ihre – nach Ansicht anderer Comanchen – angeblich vorlaute Art und unhöfliches Benehmen)
  - Sʉhmʉhtʉhka / Suhmuhtuhka Lokalgruppe („Jene, die alles (essbare) essen“, vermutlich ein Hinweis, dass sie wie ihre Shoshone-Verwandten in Notzeiten keine Nahrungstabus besaßen)
  - Tʉtsakʉ Nʉʉ / Titchahkaynah Lokalgruppe („Jene, die Beutel herstellen, während sie umherziehen“; da sie während der Wanderschaft Parfleches – Beutel aus Rohleder zur Aufbewahrung von Pemmikan und getrocknetem Fleisch – fertigten, eine große und einst unabhängige Band (vermutlich Shoshone) im Gebiet westlich der heutigen Stadt Apache im Caddo County, Oklahoma; schlossen sich später den mächtigen Yaparʉhka an)
  - Wahkoh Lokalgruppe („Muschel-Ornament“, nimmt wahrscheinlich Bezug auf die Dekoration ihrer Kleidung)
  - Waw'ai / Wohoi Lokalgruppe (auch Waaih – „Maden auf dem Penis“, auch Nahmahe'enah – „Irgendwie (sexuell) zusammen“, „haben Sexualverkehr“, wurden von anderen Comanchen so genannt und verachtet, da diese sie verdächtigten, inzestuöse Beziehungen untereinander zu führen)[14]
- Kʉhtsʉtʉhka oder Kotsoteka („Büffelesser“, im Spanischen als Cuchanec, im Englischen als Kotsai schriftlich wiedergegeben, weitere Variante: Tʉtsanoo Yehkʉ; eine der drei von den Spaniern im 18. Jahrhundert genannten Naciónes, die nach Südosten und Süden auf die Plains gezogenen Lokalgruppen sind Vorfahren der nun auftauchenden mächtigen Nokoni Nʉʉ (Nokoni) sowie der Kwaarʉ Nʉʉ (Kwahadi, Quohada) und zusammen mit ebenfalls südwärts gezogenen Yaparʉhka-Lokalgruppen bildeten sie die neue Band namens Tahnahwah (Tenawa, Tenawhit))[14]
- Nokoni Nʉʉ oder Nokoni („Wanderer“- „die (Um-)Herumreisenden“ oder „Jene, die immer umkehren (umherziehen“, auch als Noyʉhkanʉʉ oder Nawyehkah – „Jene, die nie an einem Platz (länger) bleiben“); nach dem Tod ihres führenden Häuptlings Peta Nocona im Jahr 1864, dem Vater von Quanah Parker, wurden sie nun Tʉtsʉ Noyʉkanʉʉ oder Detsanayʉka – „Jene mit schlechten Behausungen“, „Arme Wanderer“ bezeichnet, da es Brauch war, die Namen von Verstorbenen nicht mehr in der Öffentlichkeit auszusprechen)
  - Nokoni Nʉʉ / Nokoni Band (die größte und mächtigste Band, denen sich die Tahnahwah und Tanimuu Bands oft bei Entscheidungen über Krieg und Frieden anschlossen)
  - Tahnahwah oder Tenawa Band (auch: Tenahwit – „Jene, die flussabwärts leben“, entstanden als neue Band auf den Südlichen Plains Anfang des 19. Jhd. als einige südwärts gezogene Lokalgruppen der Yaparʉhka sich bereits dort ansässigen Lokalgruppen der Kʉhtsʉtʉhka anschlossen, wurden 1845 in einer Schlacht gegen die Mexikaner praktisch ausgelöscht)
  - Tanimʉʉ / Tanima Band (auch: Tevawish oder Dahaʉi – „Leberesser“, lebten südlich des Pease River in Texas)[14]
- Penatʉka Nʉʉ oder Penateka (auch: Pihnaatʉka, Penanʉʉ – „Honigesser“, auch als Pehnahterkʉh – „Schnell stechend (zuschlagend) wie Wespen“ genannt, da sie für ihre blitzartigen Überfälle und als Räuber berühmt waren)
  - Penatʉka Nʉʉ / Penateka Band (mehrere mächtige Lokalgruppen, die großen politischen Einfluss auf benachbarte Lokalgruppen ausübten und daher namensgebend für die gesamte Division / Gruppe)
  - Hʉpenʉʉ / Hois Lokalgruppe (auch: Huuzinuu – „Waldholz-Volk“ oder „Wald-Volk“, wahrscheinlich Nachfahren südwärts auf die Plains gezogener Lokalgruppen der einst mächtigen Hʉpenʉʉ (Jupe, Hoipi), die jedoch Anfang des 19. Jhd. nicht mehr erwähnt werden)
  - Kʉvahrahtpaht Lokalgruppe („Kletterer“ oder „Steilwandkletterer“)
  - Taykahpwai oder Tekapwai Lokalgruppe („Jene, ohne Fleisch“)
  - Tayʉʉwit oder Teyʉwit Lokalgruppe („Die Gastfreundlichen“)[14]
- Kwaarʉ Nʉʉ oder Kwahadi, Quohada (auch Kwahare – „Antilopenesser“, auch unter ihrem Spitznamen Kwahihʉʉ Ki – „Sonnenschirme auf ihrem Rücken“ bekannt, da sie ein quadratisches Stück Rohleder auf dem Rücken trugen, das sie sich über den Kopf zogen, um sich auf den wüstenartigen Hochebenen des Llano Estacado vor der sengenden Sonne zu schützen; ursprünglich einige Lokalgruppen der Kʉhtsʉtʉhka (Kotsoteka) aus dem Cimarron River Valley sowie Nachkommen einiger südwärts gezogener Hʉpenʉʉ (Jupe, Hoipi), traten sie erst im 19. Jhd. als neue mächtige Band im äußersten Westen der Comancheria auf)
- Mʉtsahne oder Motsai Band (‘Undercut Bank’ – Prallhang, früher als Tumutsi (tu – „schwarz“, mutsi – „spitz“) bezeichnet, der Name verweist evtl. auf die Antelope Hills am Canadian River im Texas Panhandle, wurden ca. 1845 in einer Schlacht gegen die Mexikaner ausgelöscht)
- Pagatsʉ oder Pa'káh'tsa Band („Am Oberlauf des Flusses“, auch als Pahnaixte – „Jene, die flussaufwärts leben“)
- Pékwi Tʉhka oder Pekwi Tuhka Band („Fischesser“)
- Pikaatamʉ Band („Buckskins, Kleidung aus Wildleder nähendes Volk“)
- Saria Tʉhka oder Sata Teichas Band (auch: Chariticas – „Hundeesser“, ursprünglich eine Band der Arapaho, die von den Comanchen ebenfalls als Hundeesser bezeichnet wurden)

Weitere wenig bekannte oder kleinere Bands:
- Guage-johe Band[16]
- Hai'ne'na'ʉne oder Hani Nʉmʉ Band (auch: Hainenaurie, Hainenaune – „Mais essendes Volk“, nicht mit der späteren Bezeichnung Hanitaibo für die Penatʉka Nʉʉ Band zu verwechseln)
- It'chit'a'bʉd'ah oder Utsu'itʉ Band („Volk der Kälte“ oder „Volk im Norden“, vielleicht nur eine alternative Bezeichnung für die nördlichste Comanche Band – den Yaparʉhka (Yamparika) – oder für eine deren Lokalgruppen)
- Itehtah'o Band („Verbranntes Fleisch“ vermutlich von anderen Comanchen so genannt, da sie entweder stets zu viel Pemmikan für den Winter fertigten und den Überschuss einfach in die Büsche und Bäume am Wegesrand warfen oder ihren Überschuss an Fleisch im Frühling wegwarfen, wo es dann trocknete, sich schwarz verfärbte und wie verbranntes Fleisch aussah)
- Kwashi Band
- Kewatsana oder Kevátsana Band (‘No Ribs’ – „keine Rippen“, vermutlich eine Anspielung auf ihren guten Ernährungszustand, nun nicht mehr existent)
- Muvinabore Band
- Naʉ'niem oder No'na'ʉm Band („Bergrücken-Volk“ oder „Volk der Hügelkette“, vermutlich ein früherer Name der Kwaarʉ Nʉʉ Band, da diese nahe der Rocky Mountains in New Mexico lebten)
- Ohnonʉʉ Band (auch Ohnʉnʉnʉʉ, Onahʉnʉnʉʉ, lebten im Caddo County in der Nähe des heutigen Cyril, Oklahoma)
- Pahʉraix oder Parʉhʉya Band („Wasser Pferd“, auch Parkeenaʉm oder Paki Nʉmʉ – „Wasser Volk“ genannt, da sie bevorzugt entlang Seen ihre Lager aufschlugen; waren unter den Comanchen als die besten Läufer und Lacrosse-Spieler bekannt, sie waren meist dünn und überragten mit ihrer Körpergröße alle anderen Bands der meist untersetzten Comanchen, vermutlich waren sie einst eine Band der für ihre Körpergröße bekannten Dhegiha Sioux der Central Plains, die sich den Comanchen angeschlossen hatte)
- Pohoi oder Pohoee Band („Wilder Salbei“, ursprünglich eine Band der später als Wind River Shoshone bezeichneten Östlichen Shoshone aus Wyoming)
- Tasipenanʉʉ Band (ursprünglich eine Band der Kiowa Apache (Plains Apache) westlich von Anadarko in Oklahoma, die sich den Comanchen angeschlossen hatten; ihr Name leitet sich von der Comanche-Bezeichnung für die Kiowa Apache als Tasi ab)[17]
- Wianʉʉ Band (auch Wianʉ, Wia'ne – „erodierender, zusammenbrechender Hügel“, lebten zwischen einem großen Berg sowie einem Hügel in einem von starker Erosion geprägten Gebiet nahe der heutigen Stadt Walters, Oklahoma, zwischen den Nebenflüssen des Red River, dem East Creek und West Cache Creek)

Auf Grund der Ähnlichkeit der Namen wurden die Tanimʉʉ (Tanima, Tevawish) mit den Tahnahwah (Tenawa, Tenahwit) oftmals von Außenstehenden verwechselt und nicht selten als eine Band betrachtet; da beide zudem die gleichen Stammesgebiete wie die mächtigen Nokoni Nʉʉ (Nokoni) bewohnten und mit diesen oftmals politisch sowie militärisch gleiche Interessen verfolgten, wurden sie auch einfach als zwei Lokalgruppen oder Bands der Nokoni Nʉʉ (Nokoni) betrachtet. Die größte und ehemals mächtigste Band der Comanchen – die Penatʉka Nʉʉ (Penateka) –, waren zudem noch unter den Namen ihrer jeweiligen Lokalgruppen als Hʉpenʉʉ (Hois), Kʉvahrahtpaht, Taykahpwai (Tekapwai) oder als Tayʉʉwit (Teyʉwit) bekannt. Später als sie sich den Weißen als Scouts gegen andere Comanchen zur Verfügung stellten, wurden sie von diesen als Hanitaibo – „Mais [essende] weiße Menschen“ bezeichnet.

## Häuptlinge und Anführer der Comanchen
- Quanah Parker (* ca. 1845–1852 – † 23. Februar 1911, Quanah – „Geruch, Duft“ und Parker ist der Familienname seiner weißen Mutter Cynthia Ann Parker, letzter traditioneller Häuptling der Kwaarʉ Nʉʉ Band, führte die Comanchen im Red River War von 1874 bis 1875, dem letzten Konflikt während der Texanischen Indianerkriege; später Oberhäuptling der Comanchen, erfolgreicher Rancher, Politiker sowie als religiöser Führer der Begründer der Native American Church)
- Black Horse (*? – ca. 1900, Tu-uh-ku-mah, Tu-ukumah, unter den Büffeljägern verächtlich Nigger Horse genannt, war bei den Comanchen auch als Pako-Riah – „Colt“ oder Ta-Peka – „Sonnenstrahlen“ bekannt, Kriegshäuptling der Kwaarʉ Nʉʉ Band, wurde nach dem Tod des Häuptlings Bull Bear 1874 zum zweiten Häuptling nach Quanah Parker gewählt, wurde bekannt als er mit 170 Kriegern und deren Familien im Dezember 1876 die Reservation verließ und im sog. Buffalo Hunters' War (Staked Plains War) von 1877 zusammen mit verbündeten Apache gezielt Camps der Büffeljäger überfielen, da diese ihre Nahrungsgrundlage zerstörten, dies war der letzte indianische Widerstand im Texas Panhandle sowie im Llano Estacado)
- Isa-tai („Wolf Vulva“* oder „Coyotes Vagina“, ca. 1840 – ca. † 1890, ursprünglich Quenatosavit – „Weißer Adler“ genannt, Medizinmann der Kwaarʉ Nʉʉ Band und spiritueller Führer der Stammes-Allianz der Comanchen, Kiowa, Südlichen Cheyenne und Südlichen Arapaho bei der sog. zweiten Schlacht von Adobe Walls, da seine Medizin versagte, wurde er fortan verächtlich Isa-tai genannt)
- Carne Muerto (* 1832 — † 1860er, Kriegshäuptling der Kwaarʉ Nʉʉ Band, Sohn vom berühmten Penatʉka Nʉʉ-Kriegshäuptling Santa Anna, nach dem Tod seines Vaters schloss er sich mit den Überlebenden seiner Gruppe den noch Widerstand leistenden Comanchen auf dem Llano Estacado an, führte bis in die 1860er mehrere Kriegs- und Raubzüge an, nach der Niederlage in der Battle of Little Robe Creek vom 12. Mai 1858 verschwindet er aus den Aufzeichnungen)
- Peta Nocona (* 1820 – † 1864, Puhtocnocony oder Tah-con-ne-ah-pe-ah, letzter bedeutender Häuptling der Nokoni Nʉʉ Band, Sohn von Iron Jacket sowie Vater von Quanah Parker)
- Iron Jacket (*ca. 1780–1790 – † 12. Mai 1858, Po-bish-e-quasho, Po-hebitsquash, Pro-he-bits-quash-a, Po-bish-e-quasho – „Eisernes Hemd“, da er im Kampf ein spanisches Kettenhemd trug, das ihn gegen leichte Munition schützte, glaubten die Comanchen er könne mittels seiner spirituellen Kraft die Gewehrkugeln wegblasen. Sowohl unter Comanchen als auch unter Mexikanern und Texanern hatte er einen legendären Ruf und galt gar als unverwundbar, führte zwischen 1820 und 1850 als Kriegshäuptling und Häuptling der Nokoni Nʉʉ Band zahlreiche Raubzüge gegen Siedlungen in Texas und Mexiko, wurde jedoch in der Battle of Little Robe Creek durch einen Tonkawa-Scout mittels eines Henry-Gewehrs getötet; Vater von Peta Nocona sowie Großvater von Quanah Parker)
- Buffalo Hump (*ca. 1790–1800; † 1870, führender Kriegshäuptling und Medizinmann der Penatʉka Nʉʉ Band, sein Nʉmʉ tekwapu (Comanche)-Name war Po-cha-na-quar-hip – ‚erection that won't go down‘ – „Erektion, die nicht vergeht“, der englische Name Buffalo Hump wurde in den Medien eingeführt. Bekannt wurde er durch den Great Raid (Großen Raubzug) von 1840 aus Rache für den Council House Fight, in dem er die zwei texanischen Küstenstädte Victoria und Linnville plünderte und brandschatzte, Linnville war damals der zweitgrößte Hafen in Texas, zog nach mehreren Friedensverhandlungen 1856 in die Reservation)
- Santa Anna (*ca. 1790s – † 1849, auch: Santanna, nach Buffalo Hump bedeutendster Kriegshäuptling der Penatʉka Nʉʉ Band, besuchte als erster Häuptling seiner Band im Dezember 1847 Washington D.C., danach war er überzeugt, dass weiterer Widerstand zwecklos sei und versuchte Frieden zu schließen. Hierdurch verlor er schnell an Ansehen unter den Comanchen, daher organisierte er 1848–1849 mehrere Raubzüge nach Mexiko, um sein Prestige wieder herzustellen; die US-Armee griff ein und Santa Anna beendete diese. Im Dezember 1849 tötete eine Cholera-Epidemie über 300 Penatʉka Nʉʉ – hierunter auch Santa Anna. Führerlos schlossen sich die Mitglieder von Santa Anna's einstiger Gefolgschaft anderen Comanchen-Stämmen an.)

## Aktuelle Situation
Die Comanchen-Nation, wie andere von der US-Regierung anerkannte Stämme eine souveräne Nation innerhalb der USA, zählte 2008 etwa 14.000 Mitglieder, von welchen etwa die Hälfte in Oklahoma (Stammeszentrum in Lawton) lebt.
Fort Sill ist nach wie vor ein Armeestützpunkt; die U.S. Army nimmt auf die heiligen Stätten der Comanchen wenig Rücksicht, obwohl es entsprechende gesetzliche Grundlagen und Urteile gibt. So setzte sich 2010 ein mehrjähriger Streit um den Ausbau eines Service-Zentrums am Medicine Bluff fort, eine Stelle, die Comanchen, Kiowa, Wichita und Apachen gleichermaßen heilig ist.